# Ti scriverò/La compagnia
Ti scriverò/La compagnia è il singolo d'esordio del cantante italiano Enzo Ghinazzi, in arte Pupo, pubblicato nel 1975.
I brani verranno entrambi inseriti nel primo album dell'artista, Come sei bella, pubblicato nel 1977.

## Tracce

### Lato A
- Ti scriverò (E. Ghinazzi-G. Tinti)

### Lato B
- La compagnia (E. Ghinazzi-G. Tinti)

## Classifiche
| Classifica (1976) | Posizione |
| ----------------- | --------- |
| Italia            | 50        |